# Присивашне
Присива́шне (до 1940-х років — Тузлу́-Шейх-Елі́, крим. Tuzlu Şeyh Eli) — село Феодосійського району Автономної Республіки Крим. Розташоване на півночі району.
Відстань від райцентру до населеного пункта становить 46 кілометрів по прямій.
За даними сільради на 2009 рік, село займало площу 44 гектари на якій у 113 дворах, проживало 360 осіб.

## Історія
Село відоме з часів Кримського ханства, в останній його період Тамак-Шейхелі входив до Ескі-Киримського кадилика Кефінського каймаканства, перша документальна згадка села зустрічається в Камеральному Описі Криму… 1784 року.
За Відомістю про кількість селища, назви оних, у них дворів … що у Феодосійському повіті від 14 жовтня 1805 року, в селі Шеїх-Елі було 17 дворів і 122 жителя кримських татар.
Відповідно до «Списку населених місць Таврійської губернії за відомостями 1864 року», складеному за результатами VIII ревізії 1864 року, Тузла-Шейх-Елі (він же Тамак-Шейх-Елі) — володарське село кримськотатарське і російське з 12 дворами, 51 жителем і мечетью при соляному озері Шейх-Елі поблизу Сиваша.
На початку XX століття у селі виникла німецька колонія, відома як хутір Раппгейм, у якому у 1904 році було лише 6 жителів.
Згідно зі Списком населених пунктів Кримської АРСР за Всесоюзним переписом 17 грудня 1926 року, в радгоспі Тузли-Шейх-Елі числилося 18 дворів, усі неселянські, населення становило 75 осіб, з них 29 євреїв, 24 росіян, 11 українців, 5 болгар, 4 вірмени, 1 грек, 1 німець.
У 1941 році з села депортували німців, у 1944 році — болгар, наприкінці 1940-х років село перейменували на Присивашне.